# Pastir
Pastír je delavec, ki živi polnomadsko življenje z oskrbo raznih domačih živali (največkrat v čredah) med pašo na pašnikih. Njihovo delo je večinoma na odprtem, pri delu pa jim pogosto pomaga tudi udomačena žival, na primer konj ali pes. 
Zaradi narave njihovega dela se lik pastirja pogosto pojavlja v pripovedih ter raznih drugih umetniških delih. Nekaj primerov takšnih upodobitev:
- Kavboji kot junaki vesternov
- Pastir v pastoralni literaturi kot prispodoba boga